# Archibald Cox

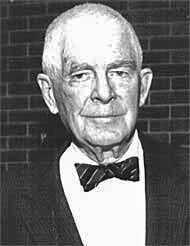
Archibald Cox

Archibald Cox Jr. (* 12. Mai 1912 in Plainfield, New Jersey; † 29. Mai 2004 in Brooksville, Maine) war ein US-amerikanischer Professor für Verfassungsrecht und staatlicher Sonderermittler in der Watergate-Affäre.
Cox war Mitglied der Demokratischen Partei. 1960 war Cox Mitglied des Wahlkampfteams von John F. Kennedy. 1961 wurde er Rechtsberater des Präsidenten und als United States Solicitor General dritter Mann im Justizministerium der Vereinigten Staaten. Dies blieb er auch noch eine Weile unter dessen Nachfolger Lyndon B. Johnson, bevor er 1965 als Professor für Verfassungsrecht zur juristischen Fakultät der Harvard University in Cambridge, Massachusetts wechselte. Er beriet das Parlament von Massachusetts bei Unregelmäßigkeiten von Beamten.
Am 18. Mai 1973 wurde er vom Justizminister zum Sonderermittler in der Watergate-Affäre ernannt. Er sollte aufklären, ob die Regierung Präsident Richard Nixons in den Einbruch in die Wahlkampfzentrale der Demokratischen Partei im Watergate-Hotel in Washington, D.C. verwickelt war.
Als ein Zeuge gegenüber Cox erklärte, dass Nixon jahrelang alle Gespräche mit Mitarbeitern auf Tonband aufzeichnen ließ, forderte er sämtliche Aufzeichnungen aus dem Büro des Präsidenten an, die Watergate zum Inhalt hatten. Der Präsident lehnte das ab und versuchte, Cox zu überzeugen, auf die Beschlagnahme zu verzichten. Als Cox sich weigerte, wurde er am 20. Oktober 1973 auf Anweisung des Präsidenten entlassen (Saturday Night Massacre). Die Entlassung von Cox rief den amerikanischen Kongress auf den Plan, was schließlich zum Rücktritt Nixons führte.
Im Jahr 2001 wurde Cox von Bill Clinton die Bürgermedaille des US-Präsidenten verliehen. Bereits 1955 war er in die American Academy of Arts and Sciences gewählt worden. 1980 wurde er gewähltes Mitglied der American Philosophical Society.
| Personendaten    | Personendaten                                                     |
| ---------------- | ----------------------------------------------------------------- |
| NAME             | Cox, Archibald                                                    |
| ALTERNATIVNAMEN  | Cox, Archibald junior (vollständiger Name)                        |
| KURZBESCHREIBUNG | US-amerikanischer Jurist, Sonderermittler in der Watergate-Affäre |
| GEBURTSDATUM     | 12. Mai 1912                                                      |
| GEBURTSORT       | Plainfield, New Jersey                                            |
| STERBEDATUM      | 29. Mai 2004                                                      |
| STERBEORT        | Brooksville, Maine                                                |